# Легалізація документу
Легалізація — (англ. — Legalization «легалізація») це переведення у правове поле дії, бездіяльності, предмету матеріального світу, духовного об'єкту, шляхом дотримання формальностей, встановленням змін у законодавстві, прийняттям рішень судами, що попередньо було адміністративним або кримінальним проступком й засуджувалося суспільною думкою.

У вужчому сенсі може означати узаконення, офіційне визнання, часто з відтінком декриміналізації, будь-чого:
- легких наркотиків;
- проституції;
- зброї;
- програмного забезпечення;
- одностатевих шлюбів;
- порнографії тощо.